# Moitessieria rolandiana
Moitessieria rolandiana је пуж из реда Littorinimorpha и фамилије Moitessieriidae. 

## Угроженост
Ова врста није угрожена, и наведена је као последња брига јер има широко распрострањење.

## Распрострањење
Француска је једино познато природно станиште врсте.

## Станиште
Станиште врсте су слатководна подручја.